# Городской стадион (Тирасполь)
Городской стадион, также известный как Республиканский стадион имени Е. Я. Шинкаренко — многофункциональный стадион в городе Тирасполе (Приднестровье, Молдова).

## Описание
Расположен в конце улицы Карла Либкнехта, в квартале между улицей Мира, Лесным переулком, улицей 9 Января, улицей Царёва и Лучевым проездом, рядом с ледовым катком «Снежинка». На стадионе проводились бейсбольные и регбийные матчи, соревнования по легкой атлетике, городские Спартакиады, парады, фестивали, концерты, также ежегодно проводятся выставки собак. Стадион являлся домашней ареной для футбольных клубов «Тилигул» и «Шериф» (до 2002 года), а в настоящее время здесь проводит домашние матчи женский футбольный клуб «Алга». У входа на стадион висит мемориальная табличка тренеру Евгению Шинкаренко.

## История
Первые упоминания о стадионе датированы тридцатыми годами XX века. Тогда в столице МАССР городе Тирасполе методом народной стройки был построен спортивный комплекс. В то время стадион включал в себя площадку для игры в футбол, большой спортзал и открытый плавательный бассейн. В 1946 году стадион носил название «Динамо», через короткий промежуток времени принадлежал уже другому спортобществу — ЦС ДСО «Спартак». После 1958 года решением городского Совета стадион передается городскому комитету по физической культуре и спорту. В те годы это была единственная комплексная спортивная база в городе, которой пользовались коллективы физической культуры предприятий, учреждений и всех учебных заведений. «Тилигул» и «Шериф» принимали на городском стадионе «Андерлехт», «Ксамакс», «Сигму», «Олимпию» (Любляна) и другие зарубежные команды. Последний официальный международный футбольный матч прошёл здесь в июне 2002 года — чобручский «Конструкторул» встречался с «Синотом» из Чехии в рамках Кубка Интертото 2002. В 2013 году были заложены деньги на реконструкцию стадиона: появились поля размером 100 на 60 метров с искусственным покрытием и освещением, площадки для мини-футбола.